# 8 × 56 мм R
8×56 mm R — австрийский унитарный винтовочный патрон с гильзой с выступающей закраиной. Известен также как 8 mm Solothurn и 8 x 56 R M30S (гражданское название, предложенное Постоянной международной комиссией по испытанию ручного огнестрельного оружия).

## История
В начале 1930-х годов патрон был принят Австрией и Венгрией в качестве замены патрона 8×50 мм R Mannlicher к винтовке системы Манлихера, состоявшей на вооружении в обеих этих странах. Изначально он разрабатывался для ручного пулемёта Штайр-Солотурн и именовался M30. В 1931 он был принят и для винтовок и получил название M31. Он использовался как в перестволенной модификации австрийской винтовки, так и в венгерской 35M, а также в межвоенных переделках австрийских и венгерских пулемётов.
Патрон выпускался на многих заводах Австрии, Германии, Болгарии и Чехословакии.

## Патрон 8×56 мм R в наши дни
Хотя данный патрон нигде в мире не состоит более на вооружении, его продолжают выпускать фирмы Hornady и Први партизан. Они же производят его компоненты для любительской перезарядки.